# 1913 v hudbě
Na této stránce naleznete seznam událostí souvisejících s hudbou, které proběhly roku 1913.

## Události
- 23. února – Franz Schreker dirigoval premiéru oratória Arnolda Schoenberga na text dánského básníka Jena Petera Jacobsena Gurre-Lieder[1]
- 26. února – Premiéra symfonické básně Bély Bartóka Dva obrazy pro orchestr.[1]
- 31. března - Šest kousků pro orchestr Op.6 Antona Weberna mělo premiéru ve Vídni[1]

## Opera a balet
- 09. ledna – Premiéra opery Zmeškané vzdělání (Une Education manguee) Emmanuela Chabriera v Paříži.[1]
- 20. ledna – Jednoaktová komická opera Teta Simona (Die Tante Simona) Ernő Dohnányie měla premiéru v Drážďanech[1]
- 28. února – Premiéra jednoaktové opery Erika Satie Coco-Cheri v Monte Carlu[1]
- 04. března – Premiéra opery Gabriela Faurého Penelope v Theatre du Casino v Monte Carlo[1]
- 01. dubna – Premiéra opery Krátký život Manuela de Fally v Nice[1]
- 10. května – Balet na hudbu Roberta Schumanna Papillon ("Motýlek") uvedl Michal Fokin v Mariinském divadle v Petrohradě[2]
- 15. května – Ruský balet Sergeja Ďagileva uvedl v pařížském divadle Théâtre des Champs-Élysées premiéru jednoaktového baletu Hry ("Jeux"). Hudbu napsal Claude Debussy, choreografie Vaslav Nijinsky[2]
- 29. května – Sergej Ďagilev uvedl s Ruským baletem premiéru baletu Igora Stravinského Svěcení jara. Ohlas publika na hudbu i choreografii Váslava Nižinského byl výrazně negativní. Přes bučení publika tanečníci neslyšeli hudbu.[2]
- 12. června – Balet Florenta Schmitta La Tragedie de Salome v Paříži v Théâtre des Champs-Élysées. Choreografie Boris Romanov.[2]

## Narození
- 15. ledna – Miriam Hyde, australská hudební skladatelka a klavíristka († 11. ledna 2005)
- 24. ledna – Norman Dello, americký hudební skladatel († 24. červenec 2008)
- 25. ledna – Witold Lutoslawski, polský hudební skladatel († 7. únor 1994)
- 26. ledna – Jimmy Van Heusen, americký hudební skladatel († 6. února 1990)
- 17. února – Rene Leibowitz, polský dirigent († 28. srpen 1972)
- 30. března – Frankie Laine, americký zpěvák († 6. července 2007)
- 27. března – Godfrey Turner, anglický skladatel († 7. prosinec 1948)
- 4. dubna
  - Gene Ramey, americký kontrabasista († 8. prosince 1984)
  - Cecil Gant, americký bluesový zpěvák a klavírista († 4. února 1951)
- 13. dubna – George Barati, maďarský skladatel a dirigent († 22. červen 1996)
- 18. dubna – Miloš Sokola, český houslista a hudební skladatel († 28. září 1976)
- 1. května – Hans Walter Süsskind, britský klavírista, dirigent a hudební skladatel českého původu († 25. března 1980)
- 13. května – František Domažlický, český houslista, violista a hudební skladatel († 29. října 1997)
- 16. května – Woody Herman, americký klarinetista a saxofonista († 29. října 1987)
- 18. května – Charles Trenet, francouzský zpěvák a hudební skladatel († 19. února 2001)
- 22. května – František Jílek, český dirigent, klavírista a hudební skladatel († 16. září 1993)
- 28. května – Jiří Verberger, český kytarista († 2. listopadu 1973)
- 14. června – Beno Blachut, český operní pěvec († 10. ledna 1985)
- 23. června – Helen Humes, americká zpěvačka († 9. září 1981)
- 7. července – Pinetop Perkins, americký klavírista a zpěvák († 21. března 2011)
- 25. října – Karel Valdauf, český hudebník a hudební skladatel († 4. července 1982)
- 26. října – Charlie Barnet, americký saxofonista († 4. září 1991)
- 22. listopadu – Benjamin Britten, britský hudební skladatel († 4. prosince 1976)
- 25. prosince – Tony Martin, americký zpěvák († 27. července 2012)

## Úmrtí
- 3. června – Josef Richard Rozkošný, skladatel (* 21. září 1833)
- 7. srpna – David Popper, violoncellista a hudební skladatel (* 18. června 1843)